# Sekar Putih (Gondang Wetan)
Sekar Putih is een bestuurslaag in het regentschap Pasuruan van de provincie Oost-Java, Indonesië. Sekar Putih telt 1894 inwoners (volkstelling 2010).